# Friedrich Kohlrausch

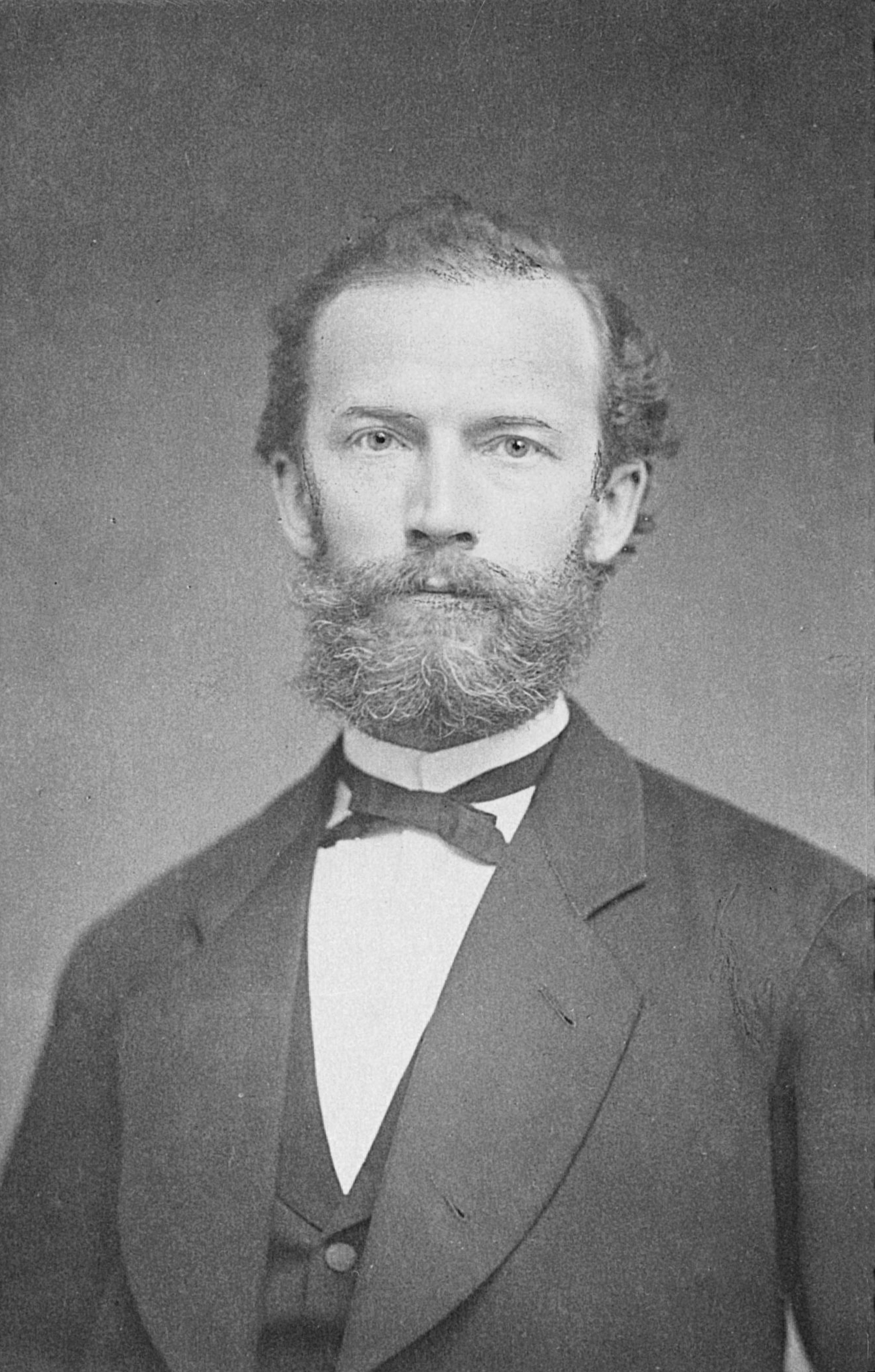
Friedrich Kohlrausch

Friedrich Wilhelm Georg Kohlrausch (Rinteln, 14 oktober 1840 – Marburg, 17 januari 1910) was een Duits natuurkundige die de geleidingseigenschappen en het gedrag van elektrolyten onderzocht.  Ook aan onderwerpen als thermoelasticiteit en thermische geleiding heeft Kohlrausch bijgedragen.

## Wetten van Kohlrausch
Kohlrausch heeft een tweetal natuurkundige wetten op zijn naam staan: 
{\displaystyle \Lambda =\nu ^{+}\Lambda ^{+}+\nu ^{-}\Lambda ^{-}}
Onafhankelijkheid van ionenbeweging
{\displaystyle \Lambda =\Lambda ^{0}-A{\sqrt {C}}}
Voor sterke elektrolyten is de molaire geleiding een functie van de wortel van de concentratie (C). De constante A is een functie van de valentie van het als elektrolyt gebruikte zout.